# قوري تشاي (بابارشاني)
قوري تشاي (بالفارسية: قوری چای) هي قرية تقع في إيران في قسم بابارشاني الريفي. يقدر عدد سكانها بـ 34 نسمة بحسب إحصاء 2016.